# Mogens Lind
Mogens Lind (født 2. juni 1898 i København, død 4. august 1967 på Frederiksberg) var en dansk forfatter og redaktør. Lind var søn af journalist og redaktør Helmer Lind.
Mogens Linds debutbog, Grønne Vagabonder, udkom i 1920. Denne var en digtsamling, der blev til i samarbejde med Tavs Neiiendam og Charles Tharnæs Rohde.
Han arbejdede i midten af 1930'erne på Blæksprutten. Dernæst kom han til at arbejde for Danmarks Radio, hvor han blandt andet stod for udsendelsen 20 spørgsmål til professoren.
Han blev begravet på Søndermark Kirkegård, men gravstedet er siden blev nedlagt.